# Mvume Dandala
Mvumelwano Mvume Dandala (ur. 26 października 1951), południowoafrykański działacz społeczny, były biskup i przewodniczący Kościoła Metodystycznego Republiki Południowej Afryki oraz były sekretarz generalny Ogólnoafrykańskiej Rady Kościołów. Kandydat na prezydenta Kongresu Ludu (COPE) w wyborach w 2009.

## Życiorys
Mvoume Dandala urodził się w miejscowości Dandalaville (nazwanej tak na cześć jego pradziadka) w Prowincji Przylądkowej Wschodniej jako najmłodszy z czwórki dzieci. Kształcił się w szkole Ndamase High School w pobliżu Umtata. Następnie rozpoczął naukę w Federalnym Seminarium Teologicznym w Alice. W tym czasie był przewodniczącym Organizacji Południowoafrykańskich Studentów. Dandala ukończył teologię na Cambridge University w Wielkiej Brytanii. 
W latach 1872–1982 był pastorem kościoła metodystycznego w Empangeni w prowincji KwaZulu-Natal. W latach 1982–1985 był głównym pastorem w Port Elizabeth. W 1985, gdy w Południowej Afryce wprowadzono stan wyjątkowy został aresztowany bez żadnego procesu.
W latach 1986–1991 Mvume Danadala pełnił funkcję sekretarza głównej misji kościoła metodystycznego. Od 1992 do 1996 był głównym pastorem misji metodystycznej. W latach 1996–2003 zajmował stanowisko biskupa - przewodniczącego Kościoła Metodystycznego Republiki Południowej Afryki, najwyższego urzędu w kościele. Od 1998 do 2003 był sekretarzem generalnym Ogólnoafrykańskiej Rady Kościołów. W 2008 Dandala był zaangażowany w mediację w Kenii w celu zakończenia walk i kryzysu politycznego po wyborach prezydenckich w grudniu 2007.
20 lutego 2009 Mume Dandala został ogłoszony kandydatem prezydenckim Kongresu Ludu w wyborach generalnych w 2009.